# Rima Carmen
La Rima Carmen è una struttura geologica della superficie della Luna.